# Антониев монастырь (Великий Новгород)
Антониев монастырь — упразднённый монастырь в Новгороде, один из центров духовной жизни Новгородской республики. Расположен на правом берегу реки Волхов к северу от центра города. Адрес: ул. Антоново, 1.

## История

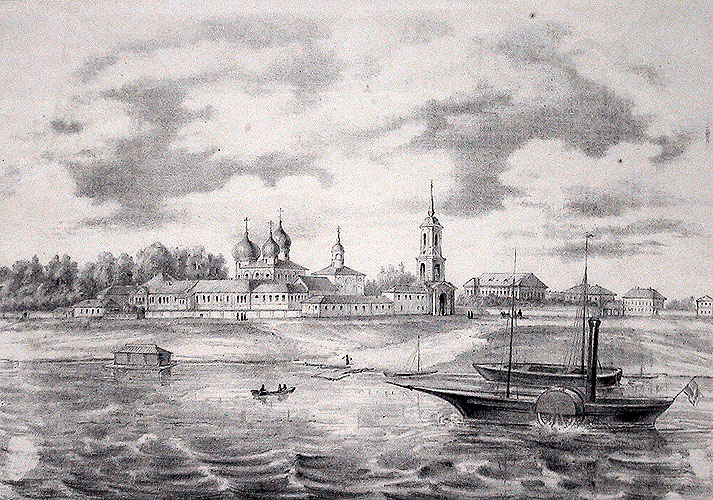
Монастырь н алитографии 1860 года

Основателем и первым настоятелем монастыря был преподобный Антоний Римлянин. Обстоятельства его появления в Новгороде описываются в составленном в XVI веке житии и имеют легендарный характер. Согласно житию, Антоний происходил из Рима и попал в Новгород чудесным способом. Во время уединённой молитвы скала, на которой он стоял, оторвалась от берега и приплыла к берегам Волхова в окрестностях Новгорода. Согласно житию, это произошло в 1106 году на Рождество Пресвятой Богородицы (8 сентября). Здесь Антоний и основал свой монастырь.

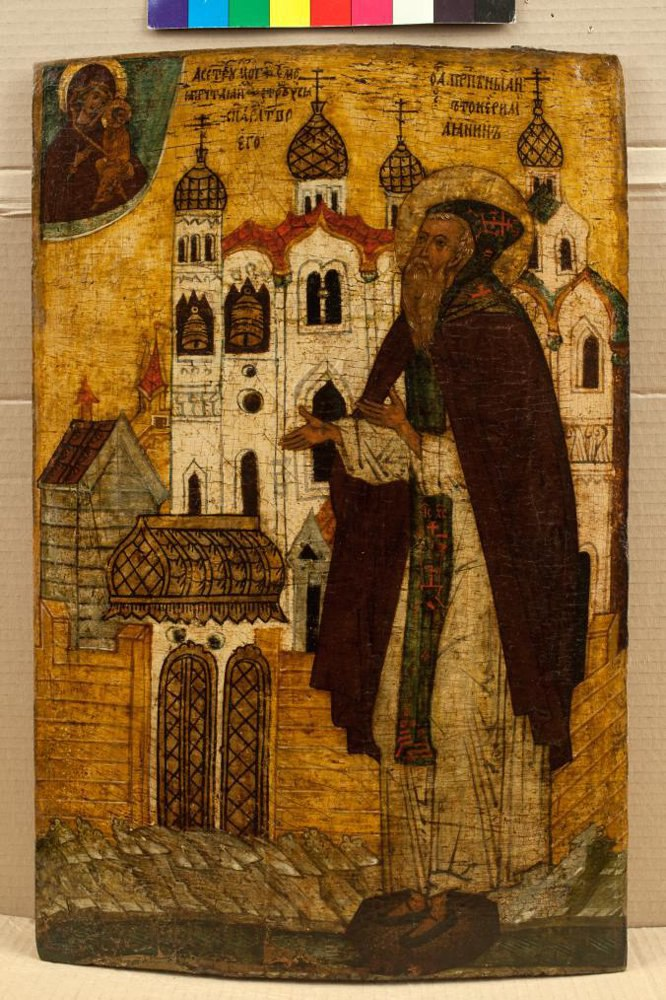
Преподобный Антоний Римлянин, с видом монастыря, XVI в.

Хотя происхождение преподобного Антония остаётся неясным, о нём и его монастыре сохранилось довольно много документальных сведений. Летописи с необыкновенным для частного лица вниманием фиксировали его деяния. Антоний был в Новгороде чужаком. Тем не менее епископ Никита благословил его на создание монастыря, о чём, в частности, упоминается в сохранившейся в списке XVI века духовной грамоте преподобного Антония (текст точно повторяет оригинал, датируемый 1100—1130 годами). Однако после смерти епископа Никиты преподобный Антоний на долгие годы оказался в конфликте с князем Всеволодом и новым владыкой Иоанном Попьяном. Только в 1131 году взошедший на кафедру архиепископ Нифонт поставил Антония в игумены его монастыря.
Существует очень правдоподобная версия появления Антония в Новгороде, объясняющая, в частности, причины жёсткого конфликта между ним и епископом Иоанном. Преподобный Антоний мог быть выходцем из Киево-Печерского монастыря, который осуществлял широкую миссионерскую деятельность. Возможно, это была часть задуманного монастырского освоения Новгородской земли. Владыки Никита и Нифонт, оказывавшие Антонию поддержку, были выходцами из Киево-Печерского монастыря. Напротив, епископ Иоанн был враждебно настроен к Киеву и, вероятно, даже претендовал на автокефалию своей кафедры от митрополита Киевского. Здесь проявились уже существовавшие сложности в отношениях Киева и Новгорода.
Несмотря на все сложности, преподобный Антоний смог построить в своем монастыре каменный собор и расписать его фресками. Для этого ему несомненно требовалась сильная поддержка со стороны Киева. Первая Новгородская летопись отмечает закладку собора в 1117 году, а в 1119 году говорит о завершении строительства. Роспись собора была выполнена в 1125 году, а в 1127 была построена трапезная церковь. Умер преподобный Антоний в 1147 году, завещав настоятельство своему ученику Андрею, который позднее написал первый не сохранившийся текст жития святого Антония. При нём монастырский дьякон и доместик Кирик (Новгородец) занимался музыкой и математикой.

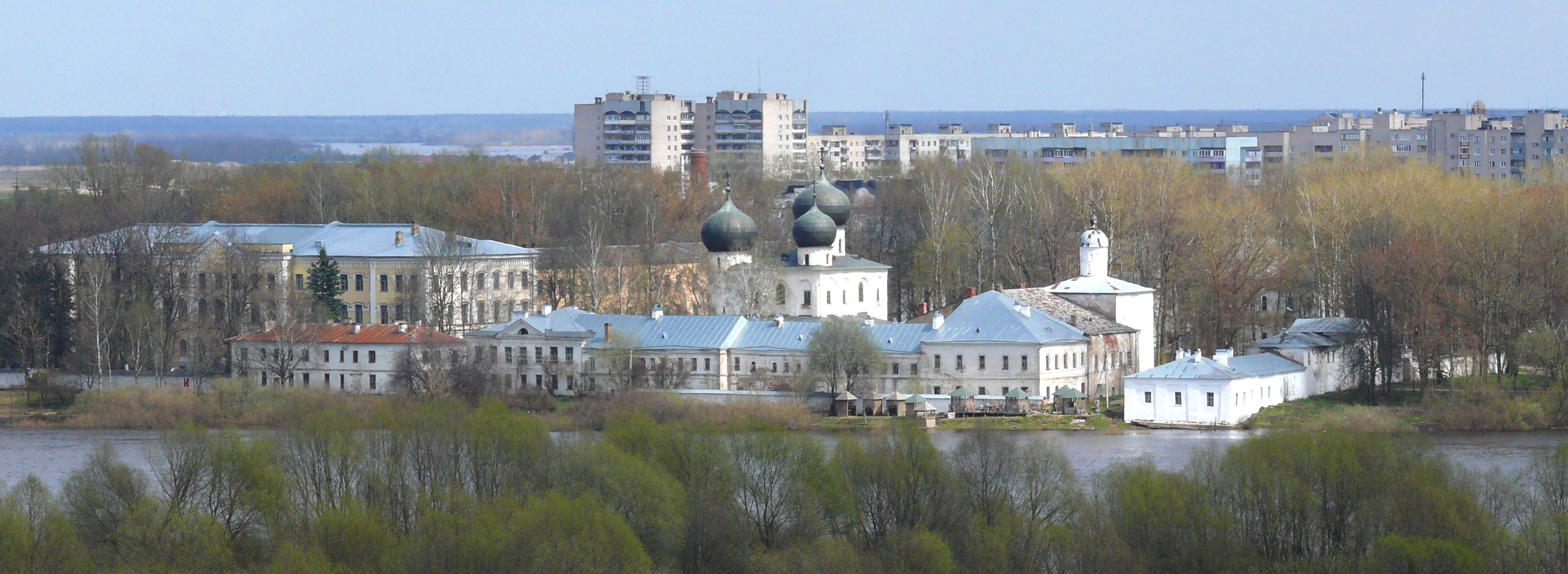
Антониев монастырь (наши дни)

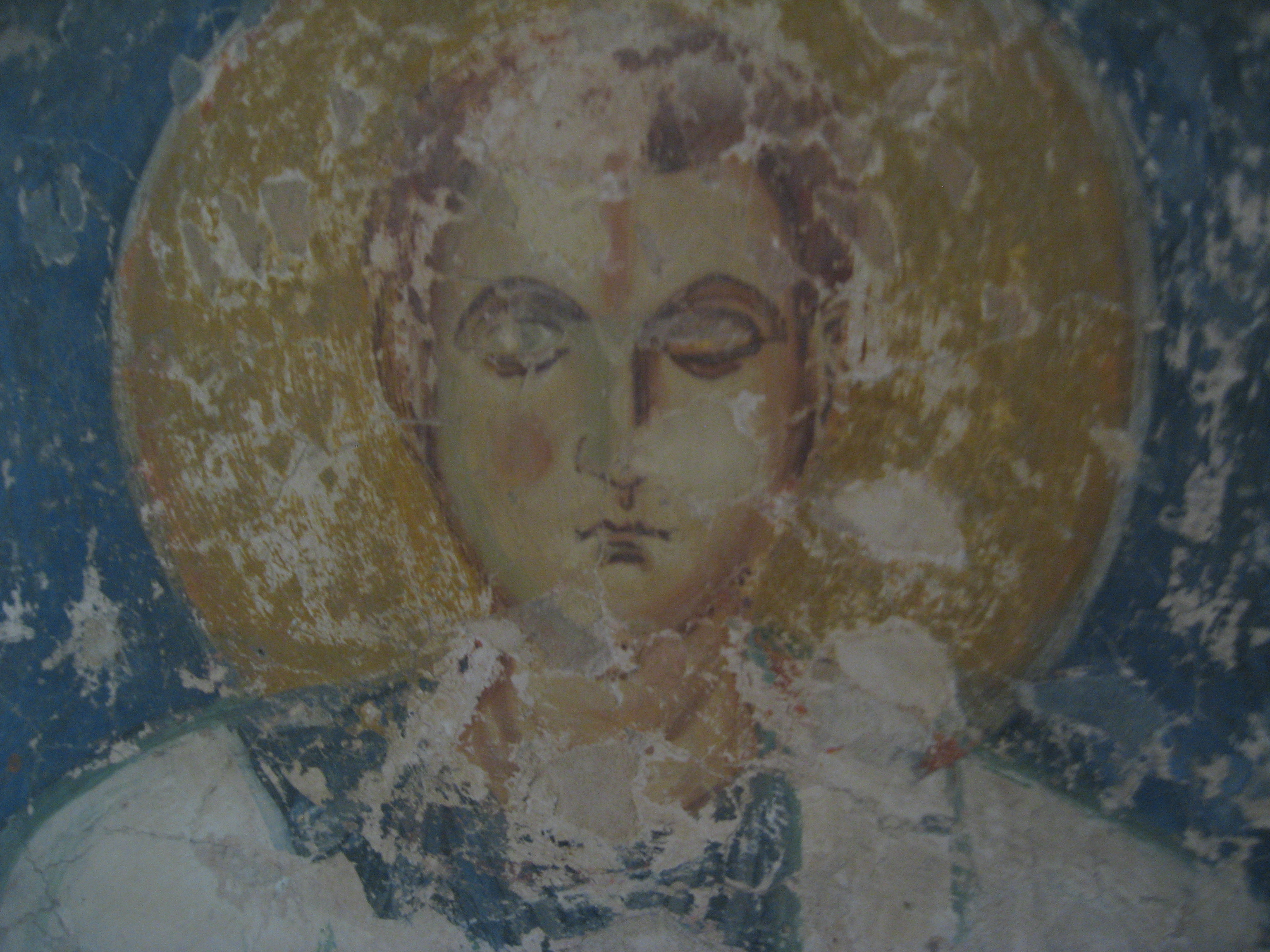
Фреска времён преподобного Антония

В 1528 году новгородский архиепископ Макарий ввёл в монастыре общежительный устав. Вскоре начались новые строительные работы. При архимандрите Геронтии в 1533—1536 годах были построены Сретенская церковь и церковь «иже под колоколы» в честь Антония Великого. В середине XVI столетия игумен монастыря Вениамин обрёл камень преподобного Антония, лежавший на берегу Волхова, и «водрузил» его в наружную стену собора. Сейчас камень Антония Римлянина лежит в притворе справа от входной двери в собор под изображением епископа Новгородского Никиты. В 1558 году было написано «Похвальное слово» преподобному Антонию. Тогда же начало складываться его общерусское почитание, хотя официально в список общерусских святых преподобный Антоний Римлянин был включён только в 1597 году. Эта задержка была связана с опричным разгромом Новгорода в 1570 году, когда были казнены вся братия и игумен монастыря Геласий.
В 1708—1723 годах, до перенесения кафедры в Александро-Невский монастырь, именно в Антониевом монастыре помещалась резиденция новгородских викарных епископов. В этот период епископы вели в обители большие строительные работы (по возведению больницы с храмом Александра Невского, келарской палаты, казначейских и иных келий, квасоварни, бани, новой ограды).
В 1740 году стараниями архиепископа Амвросия (который завещал похоронить себя на паперти монастырского собора) при монастыре была основана Новгородская духовная семинария. Среди питомцев её первого выпуска (1754) был Тихон Задонский. В 1788—1800 годах статус Новгородской семинарии был понижен до уровня четырёхклассной. За немногими исключениями, с 1743 года настоятели Антониева монастыря были и ректорами семинарии. В 1918 году семинария была закрыта, а в 1920 году был упразднён Антониев монастырь (недоступная ссылка с 08-02-2018 [2743 дня]).

## Настоятели

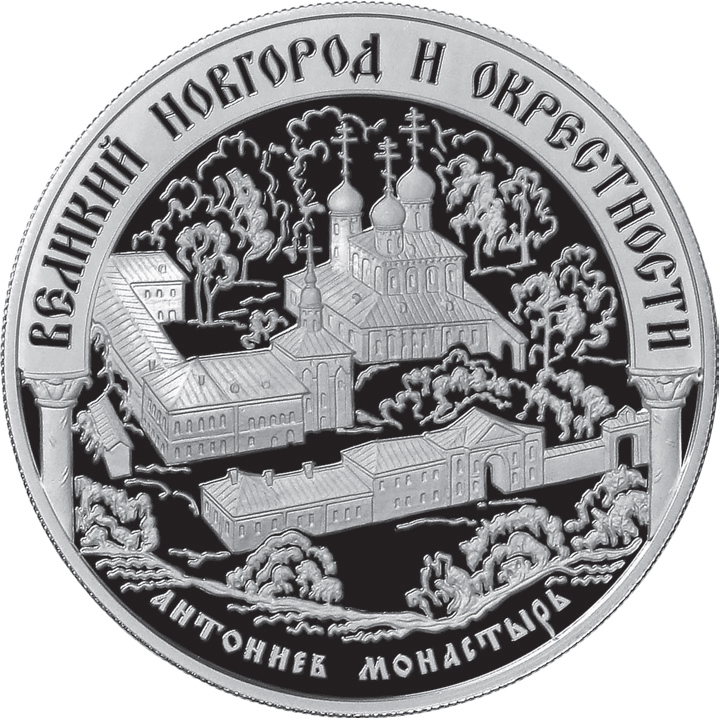
Антониев монастырь на серебряной монете достоинством 25 рублей из серии «Россия во всемирном, культурном и природном наследии ЮНЕСКО»

- Кирилл (Завидов) (1580—1594) игумен
- Павел (август 1613—1623) архимандрит
- Тарасий (1696—169?)[5]
- Иоиль (Вязьмитин) (1701 — 17 июня 1712) архимандрит, с 1704 — епископ
- Иоасаф (Маевский) (1724 — июнь 1726)[6]
- Давид (Скалуба) (начало 1727 — 23 июля 1728)[7]
- Иннокентий Мигалевич (10 июля 1743 — апрель 1744)
- Дамаскин (Аскаронский) (1746 — 11 января 1748) архим.
- Иоасаф (Миткевич) (1750—1756) архим.
- Парфений (Сопковский) (18 февраля 1756 — 23 апреля 1758) архим.
- Симон (Лагов) (январь 1759 — август 1761) архим.
- Иннокентий (Нечаев) (август 1761), архимандрит
- Лаврентий (Баранович) (10 сентября 1761 — 1767) архимандрит
- Транквиллин (22 октября 1770 — январь 1774) архимандрит
- Тарасий Вербицкий (16 января — июль 1774) архимандрит
- Феофил (Раев) (13 июля 1774 — июль 1782) архим.
- Амвросий (Серебренников) (1782 — 26 декабря 1783) архим.
- Вениамин (Багрянский) (1783/84 — 1788) архим.
- Иннокентий (Дубравицкий) (22 августа 1791 — 13 марта 1795) архим.
- Досифей (Ильин) (1795) архим.
- Иоанн (Островский) (17 мая 1795 — 5 сентября 1796)
- Амвросий (Келембет) (29 декабря 1796 — 17 сентября 1797) архим.
- Иоанн (Островский) (11 января — ноябрь 1798)
- Феофилакт (Русанов) (8 ноября 1798—1799) архим.
- Флавиан (Ласкин) (январь 1800 — январь 1804)
- Афанасий (Савинский) (?—12 июня 1804) архим[8].
- Иннокентий (12 июня 1804—?) архим.
- Амвросий (Орнатский) (1808—1811) архим.
- Владимир (Ужинский) (5 ноября 1811 — 1816) архим.
- Амвросий (Морев) (7 марта 1816 — 1822), архим.
- Иннокентий (Платонов) (27 апреля 1822 — 1823), архим.
- Игнатий (Семёнов) (1823—1827)
- Илиодор (Чистяков) (1828—1832)
- Анатолий (Мартыновский) (29 апреля 1832 — 1840)
- Антоний (Павлинский) (17 сентября 1840 — 1852)
- Евфимий (Беликов) (1852—1856)
- Нектарий (Надеждин) (19 ноября 1856 — 1859)
- Никандр (Покровский) (1859—1860)
- Вениамин (Павлов) (1866—1870)
- Иоанн (Жданов) (30 ноября 1870—1875)
- Корнилий (Орлинков) (1874 — 25 июля 1886)
- Владимир (Богоявленский) (6 октября 1886 — 1888)
- Тихон (Никаноров) (21 января 1891—1892)
- Михаил (Темнорусов) (1892—1895)
- Аркадий (Карпинский) (1895—1896)
- Арсений (Стадницкий) (1896—1897)
- Димитрий (Сперовский) (1897—1903)
- Алексий (Симанский) (1911—1913)
- Тихон (Тихомиров) (1913—1919)
- Иоанникий (Сперанский) (1919—1923)

## Архитектура

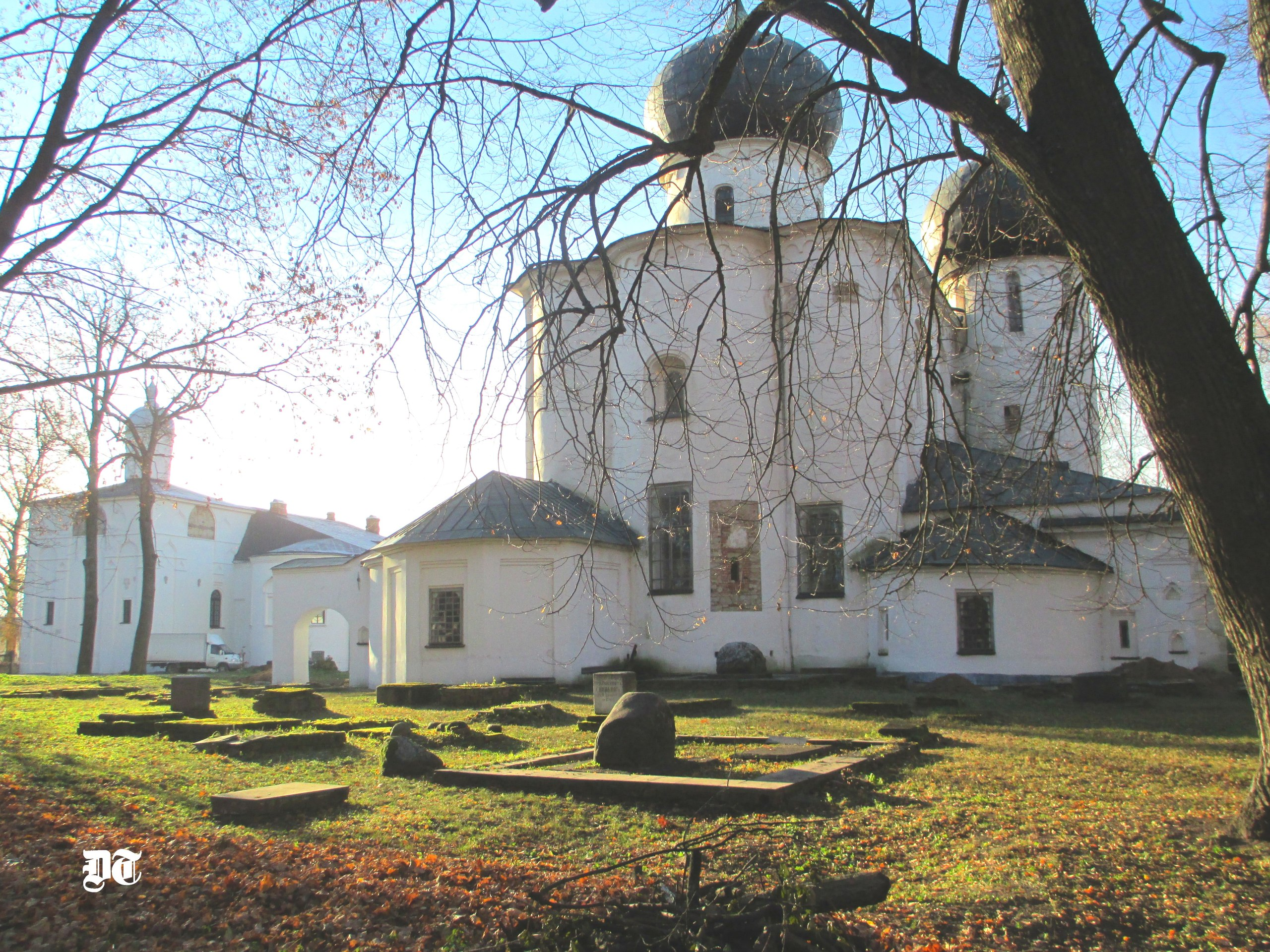
Останки некрополя рядом с собором Рождества Богородицы; Вдали слева видна Сретенская церковь

В 1117 г. преподобный Антоний заложил главный храм обители — собор Рождества Богородицы. Освятил его через два года епископ Иоанн. Здание представляло собой трехнефный одноглавый храм с круглой лестничной башней, в отношении плана наследующий Благовещенской церкви на Городище (известна по раскопкам). Чтобы устранить беспокойную асимметрию двуглавия над самим храмом и лестничной башней, ещё в древности число глав было увеличено до трёх.
Соборная церковь сохранилась до нашего времени. В сравнении с княжескими соборами начала XII века её архитектурные формы упрощены, кладка относительно небрежна, отсутствуют двухуступчатые ниши на фасадах. Хоры расположены только над нартексом, то есть в боковых нефах не продлены на восток. Восточная пара столбов имеет форму Т, а средняя — шестигранную. В советское время за записью XIX века были открыты фрески 1120-х годов.

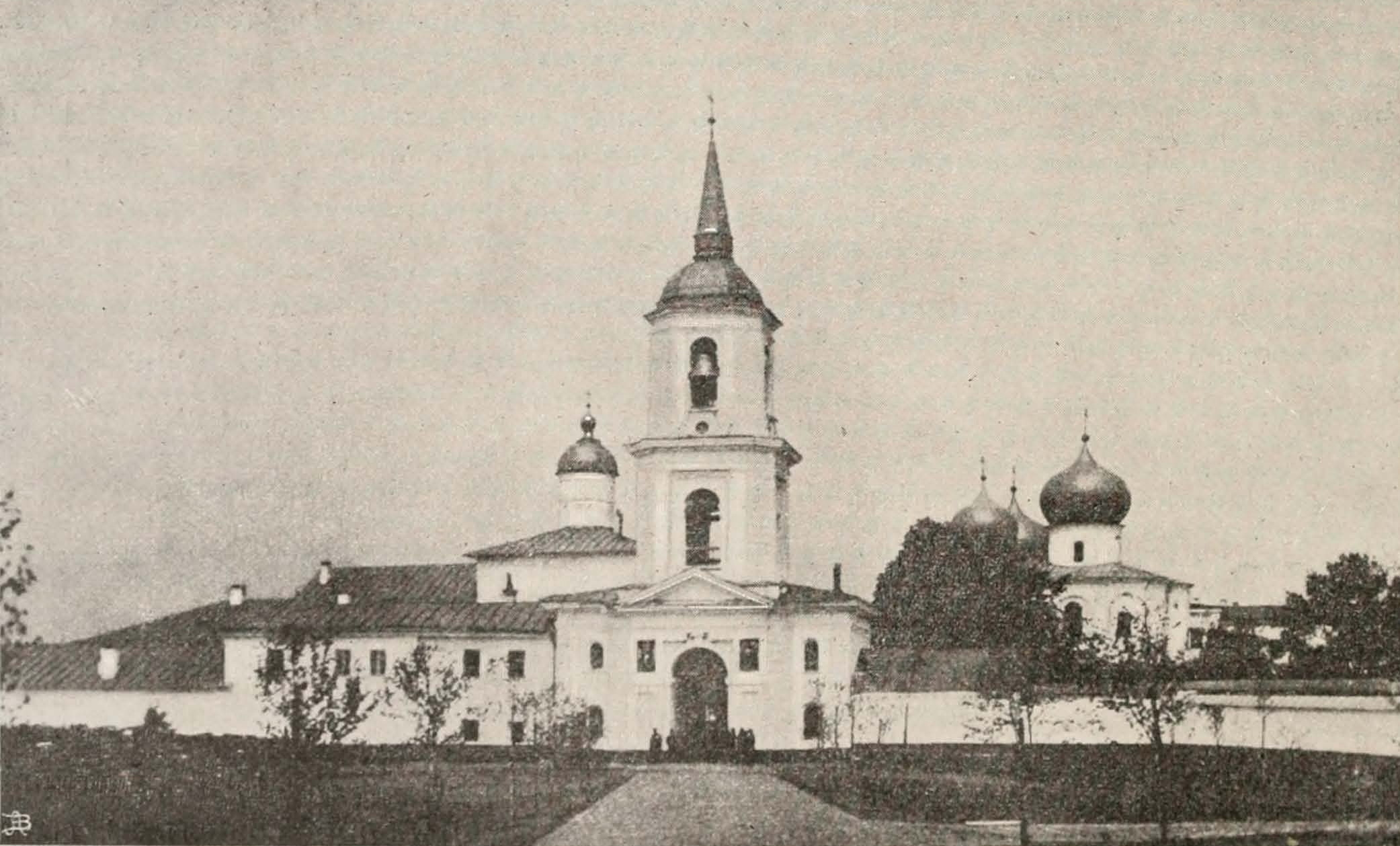
Монастырь в конце XIX века

Трапезная Сретенская церковь (1533—1536) — один из первых бесстолпных храмов Новгородской земли. Небольшой по размерам одноглавый храм, сохранившийся до нашего времени, перекрыт «очень пологим куполом, опирающимся непосредственно на стены и на систему тромпов» над углами четверика.
По летописным материалам известно о том, что в середине XVI века в монастыре была построена церковь Антония Великого «иже под колоколы». Эта церковь была разобрана после обрушения в 1804 году. Тогда же были разобраны больничная церковь Александра Невского и церковь Усекновения главы Иоанна Предтечи над южными вратами, построенная в 1670-е годы. Фундаменты церкви Антония были обнаружены и исследованы лишь в 1980-е годы.
На месте церкви Усекновения главы Иоанна Предтечи была возведена трёхъярусная колокольня — характерный памятник эпохи классицизма. В 1930-х годах два верхних яруса колокольни были снесены и разобраны на кирпич.

## Современность
Сегодня монастырские постройки входят в состав Новгородского музея-заповедника. На территории монастыря расположен ряд факультетов Новгородского государственного университета имени Ярослава Мудрого, ранее входивших в состав Новгородского государственного педагогического института, вошедшего в НовГУ).